# Bendjé
Bendjé är ett departement i Gabon. Det ligger i provinsen Ogooué-Maritime, i den västra delen av landet, 150 km sydväst om huvudstaden Libreville. Antalet invånare är 140 747.